# Edogawa Rampo
Edogawa Rampo (江戸川 乱歩 Edogawa Rampo?, câteodată scris ca "Edogawa Ranpo"), născut ca Tarō Hirai (n. 21 octombrie 1894, Nabari, Prefectura Mie, Japonia – d. 28 iulie 1965, 池袋⁠(d), Tōkyō, Japonia), a fost un critic literar și scriitor japonez.
Pseudonimul este o aproximație, ca omagiu (dar și în sens umoristic), a numelui lui Edgar Allan Poe.
Tatăl lui, de origine samurai, lucra ca funcționar în administrația locală. Rampo s-a îndrăgostit de romane polițiste de mic copil când mama sa avea obiceiul să-i citească romane de acest gen serializate în ziare. Când era la școala medie, citea cu entuziasm un roman după altul, plăcându-i în special cele scrise de Shunrō Oshikawa (1876-1914) și Ruikō Kuroiwa (1862-1920). 
A studiat la Universitatea Waseda, la Facultatea de Științe Politice și Economice. În această perioadă a locuit în dormitorul unei tipografii, unde lucra ca să se poată întreține. În această perioadă a cunoscut pentru prima dată operele lui Arthur Conan Doyle și ale lui Edgar Allan Poe.
După terminarea facultății a avut diferite ocupații, printre care: funcționar la o firmă de import-export, vânzător de mașini de dactilografiat, funcționar  la o firmă de construcții de vapoare, proprietar de anticariat, redactor de cărți manga. Ba a lucrat chiar și ca vânzător ambulant de supă de tăiței.
Întemeierea revistei specializată pe romane polițiste Shin-seinen („Tineretul nou”) în 1920 i-a dat ocazia să-și publice primele nuvele, "Moneda de cupru de 2 seni" și Un bilet, care au fost foarte bine primite de public și critici. După ce a mai publicat două nuvele, Rampo s-a hotărât să se dedice scrisului. 
În 1932, simțind că stilul în care scria a devenit plictisitor, a anunțat că nu v-a mai scrie, și a plecat într-o serie de excursii. Naționalismul militar al anilor 1930 din Japonia a făcut ca să nu fie agreat ca scriitor de către autorități, deoarece operele sale nu erau legate de societatea contemporană în felul în care și-l doreau autoritățile, adică să proslăvească militarismul. Cu puține excepții, lucrările sale viitoare, până la terminarea războiului au fost cenzurate.

## Opere majore

### Scrieri care îl au ca protagonist pe detectivul Kogorō Akechi
- "Omorul de pe panta D" (D坂の殺人事件 D-zaka no satsujin jiken?, 1925)
- "Testeul psihologic" (心理試験 Shinri Shiken?, 1925)
- "Sindicatul mâinilor negre" (黒手組 Kurote-gumi?, 1925)
- "Stafia" (幽霊 Yūrei?, 1925)
- "Plimbătorul din pod" (屋根裏の散歩者 Yaneura no Sanposha?, 1925)
- Piticul (一寸法師 Issun-bōshi?, 1926)
- "Cine" (何者 Nanimono?, 1929)
- Omul-păianjen (蜘蛛男 Kumo-Otoko?, 1929)
- Fructele vânătorii de curiozitate (猟奇の果 Ryōki no Hate?, 1930)
- Vrăjitorul (魔術師 Majutsu-shi?, 1930)
- Vampirul (吸血鬼 Kyūketsuki?, 1930) Prima apariție a lui Kobayashi
- Masca de aur (黄金仮面 Ōgon-kamen?, 1930)
- Șopârla neagră (黒蜥蜴 Kuro-tokage?, 1934) Adaptare filmografică: Black Lizard de Kinji Fukasaku în 1968
- Omul-leopard (人間豹 Ningen-Hyō?, 1934)
- Blazonul diavolului (悪魔の紋章 Akuma no Monshō?, 1937)
- Steaua neagră (暗黒星 Ankoku-sei?, 1939)
- Bufonul iadului (地獄の道化師 Jigoku no Dōkeshi?, 1939)
- "Arma periculoasă" (兇器 Kyōki?, 1954)
- Omul-umbră (影男 Kage-otoko?, 1955)
- "Luna și mânușile" (月と手袋 Tsuki to Tebukuro?, 1955)

### Alte scrieri
- "Moneda de cupru de 2 seni" (二銭銅貨 Ni-sen Dōka?, 1923)
- "Fantezia" (白昼夢 Hakuchūmu?, 1925)
- "Scaunul uman" (人間椅子 Ningen Isu?, 1925)
- "Camera roșie" (赤い部屋 Akai heya?, 1925)
- Povestea neobișnuită a Insulei Panorama (パノラマ島奇談 Panorama-tō Kidan?, 1926)
- Incidentul de la hanul de pe malul lacului (湖畔亭事件 Kohan-tei Jiken?, 1926)
- "Iadul oglinzilor" (鏡地獄 Kagami-jigoku?, 1926)
- Bestia din umbră (陰獣 Injū?, 1928)
- "Omida" (芋虫 Imomushi?, 1929)
- Demonul insulei singuratice (孤島の鬼 Kotō no Oni?, 1929-30)
- "Călătorul cu colajul" (押絵と旅する男 Oshie to Tabi-suru Otoko?, 1929)
- Demonul cu părul alb (白髪鬼 Hakuhatsu-ki?, 1931)
- Bestia oarbă (盲獣 Mōjū?, 1931)
- Turnul cu stafii (幽霊塔 Yūrei tō?, 1937) Bazată pe o adaptare a scrierii lui Alice Muriel Williamson A Woman in Grey de Ruikō Kuroiwa (黒岩涙香?).
- Teroare în sala triunghiulară (三角館の恐怖 Sankaku-kan no kyōfu?, 1951)
- La răscruce de drumuri (十字路 Jūjiro?, 1955)